# The Great Detective (compositie)
The Great Detective is een compositie van de Brit Richard Arnell uit 1953.
Richard kreeg het verzoek van het balletgezelschap van Sadler's Wells Theatre theater- en balletmuziek te componeren voor een ballet in de choreografie van Margaret Dale met in de hoofdrol Kenneth MacMillan. Onderwerp van het ballet was een anonieme Great Detective en dat kon in die tijd maar een detective zijn: Sherlock Holmes. De enige aanwijzing in die richting is het programmaboekje, daarin schreef de componist: "A ballet after Sir Arthur Conan Doyle, introducing typical characters and featuring the struggle for supremacy between the Great Detective and his Arch Enemy, the infamous Professor". In het werk wordt overigens nergens gerept over Sherlock Holmes, Dr. Watson en Professor Moriarty, ook niet in de subtitels.
De eerste uitvoering op 21 januari 1953 door het gezelschap was geen succes; de recensenten sabelden het ballet neer. Het publiek was minder kritisch. Critici zagen dat laatste vooral als een gevolg van de orkestratie van Arnell, sprankelend en geestig.
De componist maakte van dit werk nog een balletsuite en nam die op, maar daarna verdween het in de la om er pas in 2008 weer uit te komen. Het platenlabel Dutton Vocalion gaf het werk, toen voor het eerst op compact disc uit in een serie "vergeten" Britse klassieke muziek. Het werk is nooit uitgegeven.
Het doorgecomponeerde werk heeft een aantal secties:
1. ouverture (allegro)
2. Police and the Doctor (allegro moderato)
3. The distracted ladies (andante)
4. Detective's mental arithmetic (andante)
5. Pas de deux : distressed ladies and suspect (allegro moderato)
6. Pas de trois : distressed ladies and Doctor (allegro)
7. The victims (andante – piu lento)
8. The friend (presto)
9. Villains (allegro moderato)
10. Villains and police (vivace)
11. Dance of deduction (moderato)
12. Finale (allegro moderato)
13. The flight (andante con moto)
14. Doctor’s distress - Detective safe

## Orkestratie
- 2 dwarsfluiten, 2 hobo’s, 2 klarinetten, 2 fagotten
- 4 hoorns, 2 trompetten, 2 trombones, 0 tuba
- pauken en percussie,
- violen, altviolen, celli, contrabassen

## Discografie
- Onbekende uitgave : Pro Arte Orchestra o.l.v. componist
- Uitgave Dutton Vocalion: BBC Concert Orchestra o.l.v. Martin Yates; opname april 2008